# Kropka przy nucie

Kropki przy nucie

Kropka przy nucie – element notacji muzycznej. 
Kropka umieszczona jest bezpośrednio po prawej stronie nuty lub - rzadziej - pauzy. Jeżeli nuta zapisana jest na polu, kropka znajduje się na tym samym polu; jeżeli nuta została zanotowana na linii, to kropka standardowo notowana jest na polu bezpośrednio ponad tą linią, o ile nie jest ono zajęte przez kropkę z wyższego głosu – wtedy notuje się kropkę na polu poniżej zanotowanej nuty. W przypadku wielu głosów o zróżnicowanej rytmice notowanych na jednej pięciolinii, kropki przy nutach na liniach dla głosów notowanych ogonkami w górę stawia się na polu powyżej linii, a dla notowanych ogonkami w dół – poniżej.
Pojedyncza kropka przedłuża trwanie nuty lub pauzy o połowę jej wartości rytmicznej. Na przykład czas trwania ćwierćnuty z kropką jest taki sam, jak ćwierćnuty i ósemki lub trzech ósemek. 
Występuje również przedłużenie za pomocą drugiej i kolejnych kropek: wówczas każda z nich przedłuża wartość nuty o połowę przedłużenia dokonanego przez kropkę bezpośrednio bliższą główce nuty – druga kropka przedłuża wartość nuty o 1/4, a sumarycznie z pierwszą kropką o 3/4; trzecia o 1/8, a sumarycznie z pierwszą i drugą kropką o 7/8 itd. Na przykład półnuta z dwiema kropkami trwa tak długo, jak półnuta, ćwierćnuta i ósemka i lub siedem ósemek (patrz ilustracja).